# AIX
AIX (Advanced Interactive eXecutive) es un sistema operativo UNIX System V que fue desarrollado por la empresa IBM. Inicialmente significaba "Advanced IBM Unix" pero probablemente el nombre no fue aprobado por el departamento legal[cita requerida] y fue cambiado a "Advanced Interactive eXecutive"
AIX corre en los servidores IBM eServers pSeries, utilizando procesadores de la familia IBM POWER de 32 y 64 bits.
Algunas de las características únicas de AIX incluyen el Object Data Manager (ODM, una base de datos de información del sistema). La integración de AIX del "Logical Volume Management" (administrador de volumen lógico) dentro del núcleo está siendo incluido gradualmente a varios sistemas operativos libres similares a UNIX.
AIX 5L 5.3 puede utilizar un máximo de:
- 64 procesadores
- 2 TB en memoria principal
- JFS2: 16 TB de sistema de archivos máximo soportado

## Historia de las versiones
Han existido distintas versiones de AIX a lo largo del tiempo; algunas han sido ya abandonadas. AIX V1, que corría en la IBM RT/PC (AIX/RT) apareció en 1986. Esta versión del sistema operativo estaba basada en un System V Release 3. Desde 1989, AIX ha sido el sistema operativo para las estaciones de trabajo y servidores RS/6000 (AIX/6000). Durante el desarrollo de AIX, se integraron características del 4.2BSD y el 4.3BSD por parte de IBM y el Interactive Systems Corporation (Bajo contrato con IBM)

## Arquitecturas Soportadas
- PowerPC, POWER

AIX V1 corría en el bus PS2 MCA de las PC, la última versión de estas fue la 1.3.
AIX V2 corrió en sistemas RTPC (6150), la última versión fue la 2.2.1.
AIX V3 fue una versión para desarrolladores licenciadas para OSF y el LVM (Logical Volume Manager) fue incorporado en el OSF/1. AIX V3.1 estuvo disponible en primer trimestre del 1990

## Versiones
- AIX 7.3, diciembre de 2021 (con soporte)
- AIX 7.2, octubre de 2015 (con soporte)
- AIX 7.1, marzo de 2012
- AIX 6.1, noviembre de 2007
  - Implementación de WPAR(virtualización a Nivel Sistema operativo)
  - Live Aplication Mobility
  - Live Partition Mobility(Capacidad de mover un S.O. completo de un Servidor a otro por la red sin apagarlo, transparente para las aplicaciones y usuarios)
- AIX 5L 5.3, agosto de 2004
  - Soporte para NFS Versión 4
  - Advanced Accounting
  - SCSI Virtual
  - Ethernet Virtual
  - Soporte para Simultaneous multithreading (SMT)
  - Soporte para Micro-Particionamiento
  - Soporte para cuota en JFS2
  - Soporte para compactación del sistema de archivos JFS2
  - Soporte para cuota en JFS2
- AIX 5L 5.2, octubre de 2002
  - La versión mínima requerida para el procesador POWER5
  - Soporte para discos MPIO Fibre Channel
  - iSCSI iniciador de software
  - Soporte para LPAR dinámico
  - Permite reducir el tamaño de los sistemas de archivos
- AIX 5L 5.1, mayo de 2001
  - La versión mínima requerida para el procesador POWER4 y la última en soportar arquitectura de Micro canal.
  - Introducción de núcleo de 64-bit, instalado pero no activado por defecto.
  - JFS2
  - Soporte para LPAR estáticos
  - La "L" significa afinidad con Linux
  - Trusted Computing Base (TCB)
- AIX 4.3.3, septiembre de 1999
  - Se agregó funcionalidad de Respaldo en línea
  - Administración de Carga de Trabajo "Workload Management ( WLM )"
- AIX 4.3.2, octubre de 1998
- AIX 4.3.1, abril de 1998
- AIX 4.3, octubre de 1997
  - Soporte para arquitectura de procesadores de 64bits
- AIX 4.2.1, abril de 1997
  - Soporte para NFS Versión 3
- AIX 4.2, mayo de 1996
- AIX 4.1.5, agosto de 1996
- AIX 4.1.4, octubre de 1995
- AIX 4.1.3, julio de 1995
- AIX 4.1.1, octubre de 1994
- AIX 4.1, agosto de 1994
- AIX v4, 1994
- AIX v3.2 1992
- AIX v3.1
  - Introducción del sistema de archivos Journaled File System (JFS)
- AIX v3, 1990
- AIX v2
- AIX v1, 1986

## Interfaces

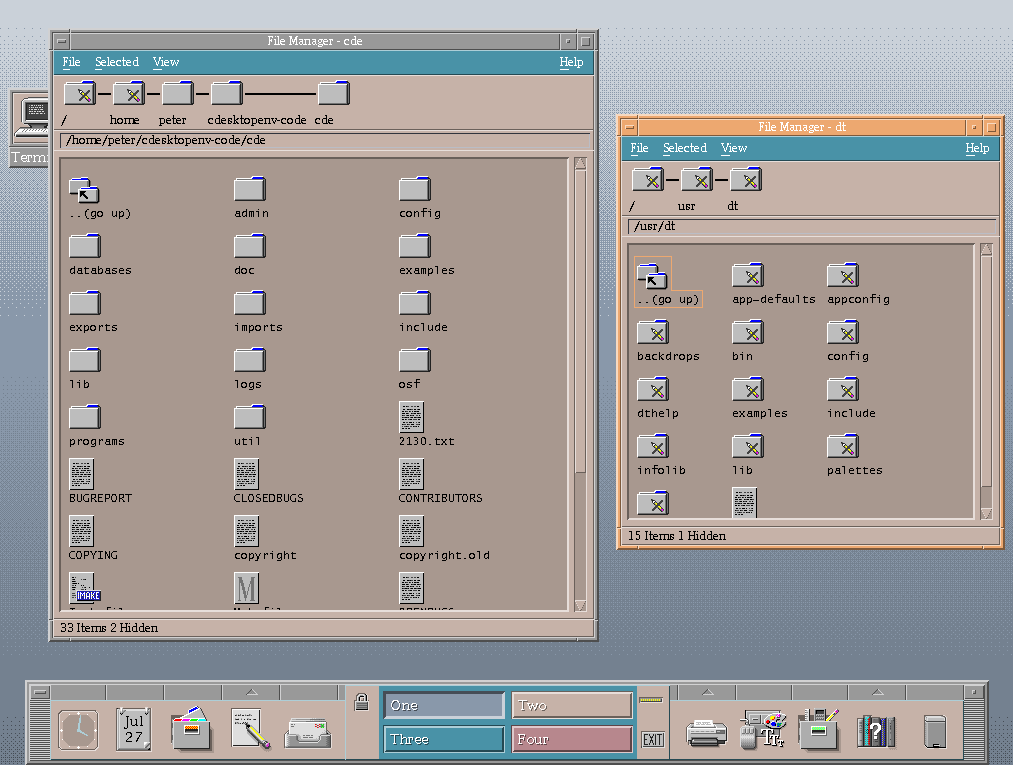
Captura de pantalla de la primera release de código abierto del Common Desktop Environment, un sistema de escritorio empleado en las distribuciones Unix de los años 90.

### Gráfica
El Common Desktop Environment (CDE) es el entorno gráfico por defecto del sistema AIX. Como parte de su afinidad con GNU/Linux y del "AIX Toolbox for Linux Applications (ATLA)" también están disponibles los entornos libres KDE y GNOME.

### Basada en Texto
SMIT, también conocido como smitty, es una herramienta de administración de interfaz de AIX. Permite al usuario navegar a través de un menú jerárquico en vez de utilizar una línea de comandos. Administradores del sistema experimentados hacen uso del comando F6 el cual muestra la línea de comandos para tareas complejas.
SMIT y smitty son el mismo programa, sin embargo smitty es la versión basada en texto, y el SMIT es la versión gráfica que corre bajo X Window. Si estás en una terminal basada en texto, corriendo el programa SMIT va a llamar a la versión de texto.